# Антоне, Инара
Инара Антоне (латыш. Ināra Antone, 24 апреля 1936, Рига) — латышский сценограф, художница-постановщица Рижской киностудии.

## Биография
Родилась в семье железнодорожника. Училась в Рижском художественном училище им. Я. Розенталя (выпуск 1955 года). Закончила сценографическое отделение Латвийской государственной академии художеств (1961).
Была сценографом и художницей по костюмам в ряде театров: Рижском ТЮЗе (Молодёжный театр, 1961), Лиепайском драматическом театре (с перерывами 1963—1966), в театре Дайлес (1964). Сезон 1964—1965 провела в Кировском драматическом театре, была сценографом в постановке пьесы Алексея Арбузова «Мой бедный Марат».
С 1965 в творческом коллективе Рижской киностудии. Работала художницей-постановщицей с ведущими режиссёрами студии: с Алоизом Бренчем, Янисом Стрейчем, Ольгертом Дункерсом, Гунаром Целинским, Айваром Фрейманисом и другими.
После 90-х годов занимается дизайном, иллюстрирует различные издания, пишет портреты. Работает в творческом союзе с художником по костюмам Янисом Матисом.

## Фильмография
- 1968 — 24-25 не возвращается / 24-25 neatgriežas — художница-постановщица
- 1970 — Стреляй вместо меня / Šauj manā vietā — художница-постановщица
- 1972 — Илга-Иволга / Vālodzīte — художница-постановщица
- 1973 — Цыплят по осени считают / Cāļus skaita rudenī — художница-постановщица
- 1974 — Морские ворота / Jūras vārti — художница-постановщица
- 1977 — Мальчуган / Puika — художница-постановщица
- 1977 — Мужчина в расцвете лет / Vīrietis labākajos gados — художница-постановщица
- 1979 — Весенняя путёвка — художница-постановщица
- 1980 — Жаворонки — художница-постановщица
- 1981 — Игра / Spēle — художница-постановщица
- 1982 — Блюз под дождем / Lietus blūzs — художница-постановщица
- 1984 — Когда сдают тормоза / Kad bremzes netur — художница-постановщица
- 1985 — Последняя индульгенция / Pēdējā indulgence — художница-постановщица
- 1986 — Страх / Bailes — художница-постановщица
- 1988 — Поворот сюжета / Sižeta pagrieziens — художница-постановщица
- 1988 — Гадание на бараньей лопатке / Zīlēšana uz jēra lāpstiņas — художница-постановщица
- 1991 — Отдушина — художница-постановщица
- 1992 — Паук — художница-постановщица